# Шарл Спак
Шарл Спак (на френски: Charles Spaak) е белгийски сценарист, работил през голяма част от живота си във Франция.
Той е роден на 25 май 1903 година в Синт Гилис, Брюксел, в семейство на известни интелектуалци и политици. Негов по-голям брат е бъдещият министър-председател Пол-Анри Спак, а дъщеря му Катрин Спак е актриса и певица. През 1928 година се установява в Париж и през 30-те години става един от най-значимите сценаристи във френското кино, наред с Жак Превер и Анри Жансон. Сред филмите по негов сценарий през този период са „На дъното“ („Les bas-fonds“, 1936) и „Великата илюзия“ („La Grande Illusion“, 1937) на режисьора Жан Реноар.
Шарл Спак умира на 4 март 1975 година в Ница.